# San Ramón (cantão)
San Ramón é um cantão da Costa Rica, situado na província de Alajuela. Limita ao norte com San Carlos e Zarcero, ao sul com San Mateo, ao leste com Atenas, Palmares e Naranjo, e ao oeste com Tilarán, Abangares, Montes de Oro, Puntarenas e Esparza. Sua capital é a cidade de San Ramón. Possui uma área de 1 018,64 km² e sua população está estimada em 80.566 habitantes.

## Divisão política
Atualmente, o cantão de San Ramón possui 14 distritos:
|    | Nome do Distrito |
| -- | ---------------- |
| 1  | San Ramón        |
| 2  | Santiago         |
| 3  | San Juan         |
| 4  | Piedades Norte   |
| 5  | Piedades Sur     |
| 6  | San Rafael       |
| 7  | San Isidro       |
| 8  | Ángeles          |
| 9  | Alfaro           |
| 10 | Volio            |
| 11 | Concepción       |
| 12 | Zapotal          |
| 13 | Peñas Blancas    |
| 14 | San Lorenzo      |